# Gliese 832 b
Gliese 832 b is een exoplaneet die draait om de rode dwerg Gliese 832. De exoplaneet bevindt zich ongeveer 16 lichtjaar van de Aarde vandaan en staat in het sterrenbeeld Grus. De exoplaneet is vanaf Gliese 832 gezien de tweede planeet. De andere exoplaneet in dit planetenstelsel is Gliese 832 c.
Gliese 832 b heeft een Jupiter-achtig karakter. De omlooptijd bedraagt 3660 dagen.